# A Foot in the Door: The Best of Pink Floyd
A Foot in the Door: The Best of Pink Floyd je kompilační album anglické rockové skupiny Pink Floyd. Vydáno bylo 7. listopadu 2011 jako součást projektu Why Pink Floyd...?. Obsahuje výběr skladeb ze všech období skupiny se zaměřením především na 70. léta. Zvuk byl nově remasterován Jamesem Guthrie.

## Seznam skladeb
| Pořadí | Název                             | Autor                          | Původní album                      | Délka |
| ------ | --------------------------------- | ------------------------------ | ---------------------------------- | ----- |
| 1.     | Hey You                           | Waters                         | The Wall (1979)                    | 4:39  |
| 2.     | See Emily Play                    | Barrett                        | singl (1967)                       | 2:47  |
| 3.     | The Happiest Days of Our Lives    | Waters                         | The Wall (1979)                    | 1:38  |
| 4.     | Another Brick in the Wall Part 2  | Waters                         | The Wall (1979)                    | 4:01  |
| 5.     | Have a Cigar                      | Waters                         | Wish You Were Here (1975)          | 5:08  |
| 6.     | Wish You Were Here                | Gilmour, Waters                | Wish You Were Here (1975)          | 5:40  |
| 7.     | Time                              | Gilmour, Mason, Waters, Wright | The Dark Side of the Moon (1973)   | 7:03  |
| 8.     | The Great Gig in the Sky          | Wright, Torryová               | The Dark Side of the Moon (1973)   | 4:40  |
| 9.     | Money                             | Waters                         | The Dark Side of the Moon (1973)   | 6:29  |
| 10.    | Comfortably Numb                  | Gilmour, Waters                | The Wall (1979)                    | 6:21  |
| 11.    | High Hopes                        | Gilmour, Samsonová             | The Division Bell (1994)           | 8:32  |
| 12.    | Learning to Fly                   | Gilmour, Moore, Ezrin, Carin   | A Momentary Lapse of Reason (1987) | 4:53  |
| 13.    | The Fletcher Memorial Home        | Waters                         | The Final Cut (1983)               | 4:12  |
| 14.    | Shine On You Crazy Diamond (edit) | Wright, Waters, Gilmour        | Wish You Were Here (1975)          | 17:32 |
| 15.    | Brain Damage                      | Waters                         | The Dark Side of the Moon (1973)   | 3:50  |
| 16.    | Eclipse                           | Waters                         | The Dark Side of the Moon (1973)   | 1:45  |